# Gramsh (huyện)
Gramsh là một quận thuộc hạt Elbasan, Albania. Quận này có diện tích 695 km² và dân số năm 2002 là 35723 người, mật độ 51 người/km².